# Collège communautaire du Nouveau-Brunswick
Ne doit pas être confondu avec New Brunswick Community College.
Le Collège communautaire du Nouveau-Brunswick (CCNB) est un établissement de formation post-secondaire fondé en 1970, qui sert toutes les communautés francophones et acadiennes du Nouveau-Brunswick par l'entremise de ses cinq campus situés à Bathurst, à Campbellton, à Dieppe, à Edmundston et dans la Péninsule acadienne.
Le Collège communautaire du Nouveau-Brunswick est une société collégiale francophone pleinement autonome depuis le 30 mai 2010. La Loi sur les collèges communautaires du Nouveau-Brunswick, en vigueur depuis le
29 mai 2010, définit notamment les pouvoirs du CCNB en matière d'éducation et de formation postsecondaires, les attributions et les responsabilités supplémentaires de la société collégiale ainsi que la constitution du Conseil des gouverneurs.

## Campus
- CCNB-Bathurst
- CCNB-Campbellton
- CCNB-Dieppe
- CCNB-Edmundston
- CCNB-Péninsule acadienne